# Филиппини, Бруно
Бруно Филиппини (итал. Bruno Filippini, 3 марта 1945, Рим, Италия — 5 октября 2023) — итальянский певец и музыкант, победитель фестиваля в Кастрокаро-Терме-э-Терра-дель-Соле в 1963 году. Участник фестиваля в Сан-Ремо в 1964 и 1965 году.

## Биография
Родился 3 марта 1945 года в Риме. Окончил технико-коммерческую школу, затем изучал музыку и пение, после чего был принят в хор Сикстинской капеллы. В 1963 году Филиппини стал победителем музыкального фестиваля Кастрокаро, а в следующем году принял участие в фестивале Сан-Ремо с песней «Sabato sera». В том же году принимал участие в фестивале неаполитанской песни и в фестивале Un disco per l'estate.
В 1965 году Бруно вновь принял участие в фестивале Сан-Ремо с песней «L'amore ha i tuoi occhi». В середине 60-х годов также писал музыку и снимался в кино. В 1968 году по приглашению Франко Дзеффирелли сыграл роль менестреля в фильме «Ромео и Джульетта», где исполнил песню «Canzone d'amore / Ai Giochi Addio» в итальянском выпуске кинокартины (в английском выпуске песню под названием «What is a Youth» исполнил Глен Вестон). В 70-х годах выступает в пиано-барах и мюзик-холлах, также появлялся в нескольких телепередачах.

## Дискография

### Синглы
- 1963 – La ragazza nell'acqua/L'anno venturo (MRC A200)
- 1964 – Sabato sera/Bimba ricordati (MRC A203)
- 1964 – Non ho il coraggio/Ti voglio ancora bene (MRC A206)
- 1964 – Ho paura dell'amore/Non ho bisogno di te (MRC A208)
- 1964 – Ammore siente/Maria Carmela ela...ela (MRC A209)
- 1965 – L'amore ha i tuoi occhi/Fortunatamente (MRC A212)
- 1965 – Quando il sole cadrà/È inutile piangere (MRC A222)
- 1965 – Lasciatemi qui/Noi saremo insieme (MRC A226)
- 1968 – La felicità/Un piccolo aiuto dagli amici (RCA Italiana PM 3450)
- 1968 – Canzone d'amore/Hip, hip, hip, hurrah! (RCA Italiana PM 3472)
- 1971 – Pace e bene/Un collare d'argento (King NSP 56122)

### Альбомы
1999 – Il meglio (DV More Record)

## Фильмография
| Год  |   | Русское название   | Оригинальное название      | Роль                 |
| ---- | - | ------------------ | -------------------------- | -------------------- |
| 1963 | ф | ?                  | Canzoni, bulli e pupe      |                      |
| 1964 | ф | Ребята "хали-гали" | I ragazzi dell'Hully Gully |                      |
| 1967 | ф | Ведьмы             | Le streghe                 | певец, новелла 1     |
| 1968 | ф | Ромео и Джульетта  | Romeo e Giulietta          | Леонардо, менестрель |